# Sylvia Wynter
Sylvia Wynter (* 11. Mai 1928 in Holguín, Kuba) ist eine jamaikanische Schriftstellerin, Philosophin, Essayistin und Dramatikerin. In ihren analytischen Texten setzt sie sich kritisch mit  Kolonialismus, Rassismus und Ideen wie Konzepten der westlichen Moderne auseinander.

## Leben
Wynter wurde als Tochter von Percyval Wynter und Lola Maude geboren. Im Alter von zwei Jahren zog sie mit ihrer Familie nach Jamaika und besuchte dort die St. Andres Highschool for Girls. Von 1945 bis 1947 studierte sie am King’s College London, wo sie ihren Bachelor in moderner Sprachwissenschaft (Spanisch) abschloss. Im Dezember 1953 erhielt sie ihren Masterabschluss mit einer Arbeit zu A lo que obliga el honor von Antonio Enriquez Gomez.
Im Jahr 1958 traf Wynter den guyanesischen Autor Jan Carew. Sie heirateten im gleichen Jahr, trennten sich allerdings 1963 wieder und verfassten in dieser Zeit unter anderem das 1961 verfilmte Theaterstück The Big Pride zusammen. 1962 veröffentlichte Wynter ihren Roman The Hills of Hebron und wurde im folgenden Jahr Professorin am Mona Campus der University of the West Indies. Die Universität verlieh ihr 2002 für ihren Beitrag zur intellektuellen Tradition der Karibik einen Ehrendoktortitel („Doctor of Letters“).
Ab 1974 unterrichtet Wynter in den Vereinigten Staaten von Amerika an der University of California at San Diego und entwickelte dort das „Third World Studies“ Programm. Sie wurde 1977 Professorin für Spanisch an der Stanford University und leitete dort unter anderem das „Program in African and African American Studies“ (AAAS).
2018 wurde Wynter an der Stanford University mit einem Ehrendoktor ausgezeichnet.

## Werk
Wynters wissenschaftliche Texte lassen sich verschiedenen Themengebieten zuordnen, darunter Geschichte, Anthropologie, Literaturwissenschaft, Black Studies und den weitreichenden Folgen des Kolonialismus. Sie bezieht sich dabei immer wieder auf postkoloniale Denker wie Frantz Fanon, W. E. B. DuBois, Jean Price-Mars oder Aimé Césaire.
In ihren kritisch-theoretischen Schriften analysiert Wynter wiederholt europäisch-koloniale Ideen des Mensch-Seins und führt dazu in ihrem Text „Unsettling the Coloniality of Being/Power/Truth/Freedom: Towards the Human, After Man, Its Overrepresentation - An Argument“ den Begriff der „Überrepräsentation“ ein. Der Begriff weist auf die Vorherrschaft einer in Europa formulierten – und maßgeblich vom Christentum und der Theorie Charles Darwin beeinflussten – Idee des Menschen. Diese würde andere Verständnisse des Mensch-Seins unterdrücken und sei somit ein zentraler Mechanismus einer europäisch-kolonialen Epistemologie.

## Auszeichnungen
2010 erhielt Wynter den Order of Jamaica.
Seit 2020 richtet das King’s College London die „Sylvia Wynter Lectures“ aus.

## Veröffentlichungen (Auswahl)

### Roman
- The Hills of Hebron, Longman, 1964.

### Theaterstücke
- Miracle in Lime Lane. 1959.
- Shh... It's a Wedding. 1961.
- The Big Pride. 1961.[11]
- 1865 – A Ballad for a Rebellion. 1965.
- The House and Land of Mrs. Alba. 1968.
- Maskarade. 1974.

### Artikel und kürzere Texte
- Jonkonnu in Jamaica: towards the interpretation of folk dance as cultural process. In: Jamaica Journal. Vol. 4, Nr. 2, Juni 1970, S. 34–48 (Online verfügbar).
- Jamaica's national heroes. Jamaica National Trust Commission, 1971.
- The Ceremony Must Be Found: After Humanism. In: Boundary II. 12:3 & 13, 1984, S. 1, S. 17–70.
- New Seville, major facts, major questions, JIS Press, 1984.
- Do not call us negros: how „multicultural“ textbooks perpetuate racism. Aspire, 1992, ISBN 0-935419-06-3.
- Unsettling the Coloniality of Being/Power/Truth/Freedom: Towards the Human, After Man, Its Overrepresentation - An Argument. In: The New Centennial Review. Vol. 3, Nr. 3, Herbst 2003, S. 257–337.
- The Ceremony Found: Towards the Autopoetic Turn/Overturn, its Autonomy of Human Agency, and the Extraterritoriality of (Self-)Cognition. In: R. Ambroise, Sabine Broeck (Hrsg.): Black Knowledges/Black Struggles: Essays in Critical Epistemology. Liverpool University Press, 2015, S. 184–252.

### Sammelbände
- We Must Learn to Sit Down Together and Talk About a Little Culture: Anti-colonial Essays, 1967–1981: Decolonizing Essays 1967–1984. Peepal Tree Press, 2019, ISBN 978-1-84523-108-8.

## Weiterführende Literatur
- Katherine McKittrick (Hrsg.): Sylvia Wynter – On Being Human As Praxis. Duke University Press, Durham/ London 2015, ISBN 978-0-8223-5834-3.